# جیمز برنارد
جیمز برنارد (انگلیسی: James Bernard؛ ۲۰ سپتامبر ۱۹۲۵ – ۱۲ ژوئیه ۲۰۰۱) موسیقی‌دان، آهنگساز و فیلم‌نامه‌نویس اهل بریتانیا بود.
از فیلم‌هایی که وی در آن‌ها نقش داشته است، می‌توان به شی و تاب‌آوردن شیطان اشاره نمود.
وی همچنین برندهٔ جوایزی همچون جایزه اسکار بهترین داستان شده است.